# Marfans syndrom
Marfans syndrom er en arvelig bindevævssygdom karakteriseret ved meget lange lemmer, lange tynde fingre, en typisk høj statur og predisponering for hjerteabnormaliteter, specielt aorta og hjerteklapperne. Den påvirker også øjnene ved løse linser. Det er ikke alle med dette syndrom der har alle symptomer. Der er eksempler på patienter der kun har haft problemer med øjnene og kropshøjden. Sygdommen er opkaldt efter den franske børnelæge Antoine Marfan, der først beskrev tilstanden i 1896. 

## Symptomer
- Meget hurtig og høj vækst
- Lange lemmer (arme og ben)
- Dårligt syn
- Problemer med hjerteklapper og aorta
- Tynd
- Migræne
- Svaj i rygsøjlen